# Vịnh Nicoya

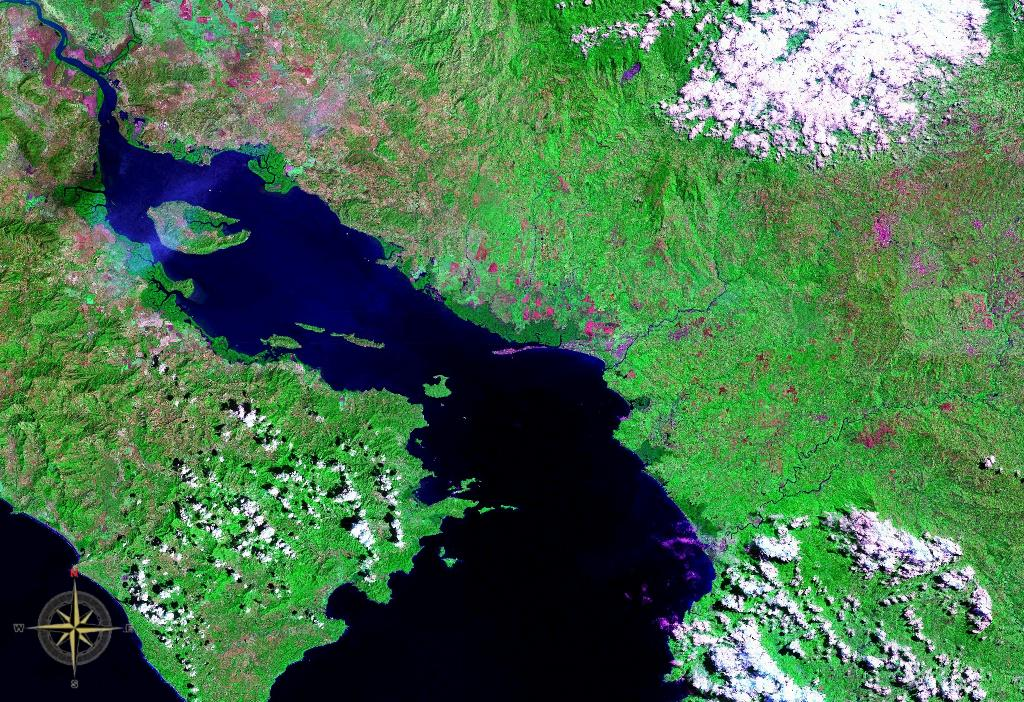
Vịnh Nicoya nhìn từ không gian

Vịnh Nicoya (tiếng Tây Ban Nha: Golfo de Nicoya) là một vịnh của Thái Bình Dương, ở Costa Rica, tọa độ địa lý . Vịnh này ngăn cách bán đảo Nicoya với vùng đất liền của Costa Rica.

## Các đảo trong vịnh Nicoya
- Chira
- Venado
- Caballo
- Bejuco
- San Lucas
- Gitana
- Tortuga